# Velký Luh
Velký Luh (německy Großloh) je obec v okrese Cheb v Karlovarském kraji. Žije zde 175 obyvatel.

## Historie
První písemná zmínka o obci pochází z roku 1726.

## Obyvatelstvo
Při sčítání lidu v roce 1930 zde žilo 539 obyvatel, z nichž bylo 9 Čechoslováků, 525 Němců a 5 cizinců. K římskokatolické církvi se hlásilo 520 obyvatel, k evangelické církvi 17 obyvatel, jeden k izraelské církvi, jeden byl bez vyznání.
| Rok            | 1869 | 1880 | 1890 | 1900 | 1910 | 1921 | 1930 | 1950 | 1961 | 1970 | 1980 | 1991 | 2001 | 2011 | 2021 |
| -------------- | ---- | ---- | ---- | ---- | ---- | ---- | ---- | ---- | ---- | ---- | ---- | ---- | ---- | ---- | ---- |
| Počet obyvatel | 534  | 487  | 449  | 480  | 458  | 407  | 539  | 170  | 184  | 185  | 134  | 110  | 124  | 127  | 162  |
| Počet domů     | 75   | 77   | 77   | 74   | 77   | 80   | 89   | 74   | 46   | 41   | 39   | 39   | 41   | 43   | 58   |

## Obecní správa
V roce 1869 Velký Luh byl jako osada města ke Skalné v okrese Cheb. V letech 1880–1950 byl obcí. V letech 1961–1991 patřil jako část obce ke Křižovatce a od 1. ledna 1992 je opět samostatnou obcí.

### Obecní symboly
Znak a vlajka byly obci uděleny rozhodnutím předsedy Poslanecké sněmovny Parlamentu České republiky dne 10. září 2020.

## Pamětihodnosti
- Sousoší Nejsvětější Trojice za obcí, směr Plesná (kulturní památka)

## Galerie

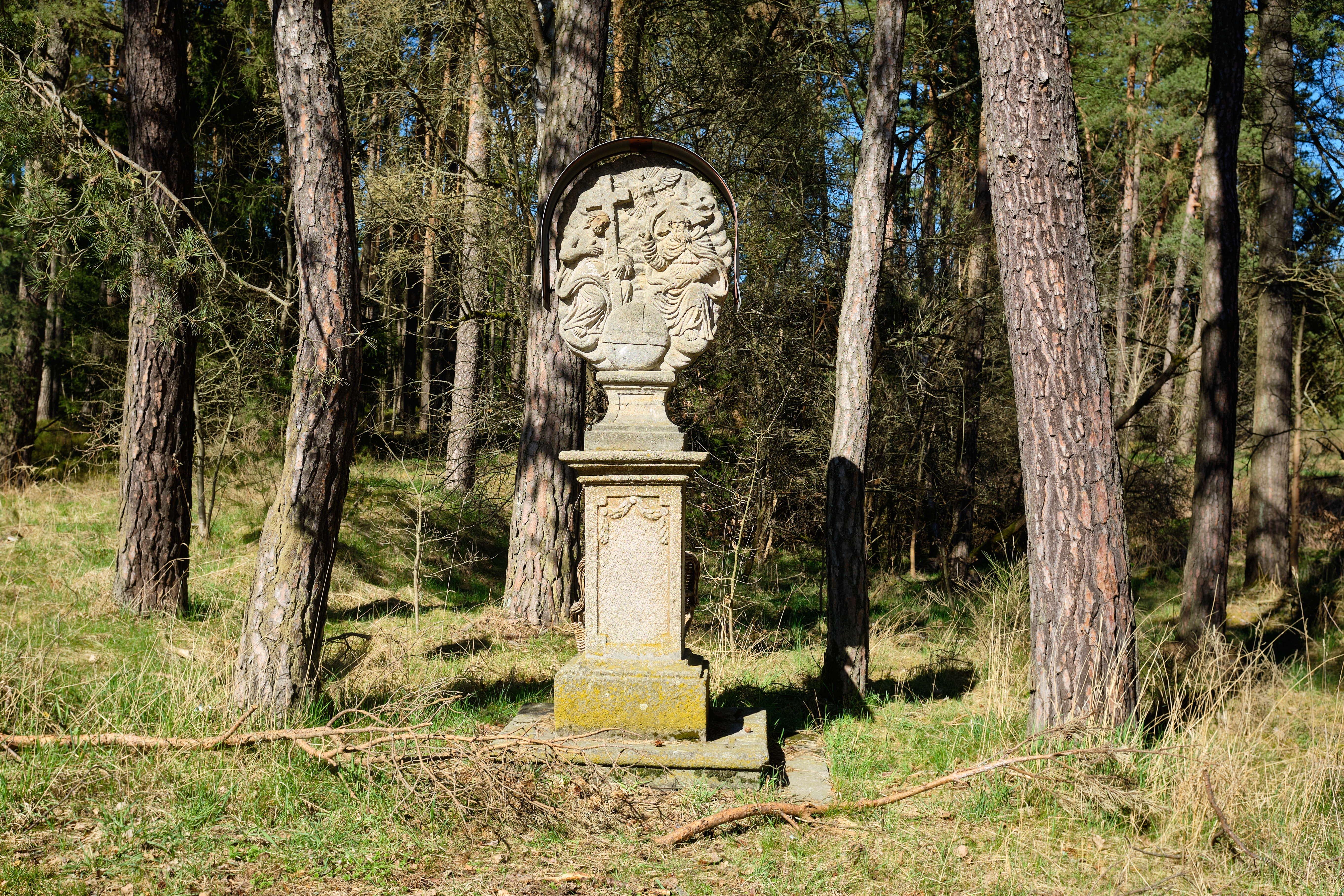
Socha Nejsvětější Trojice
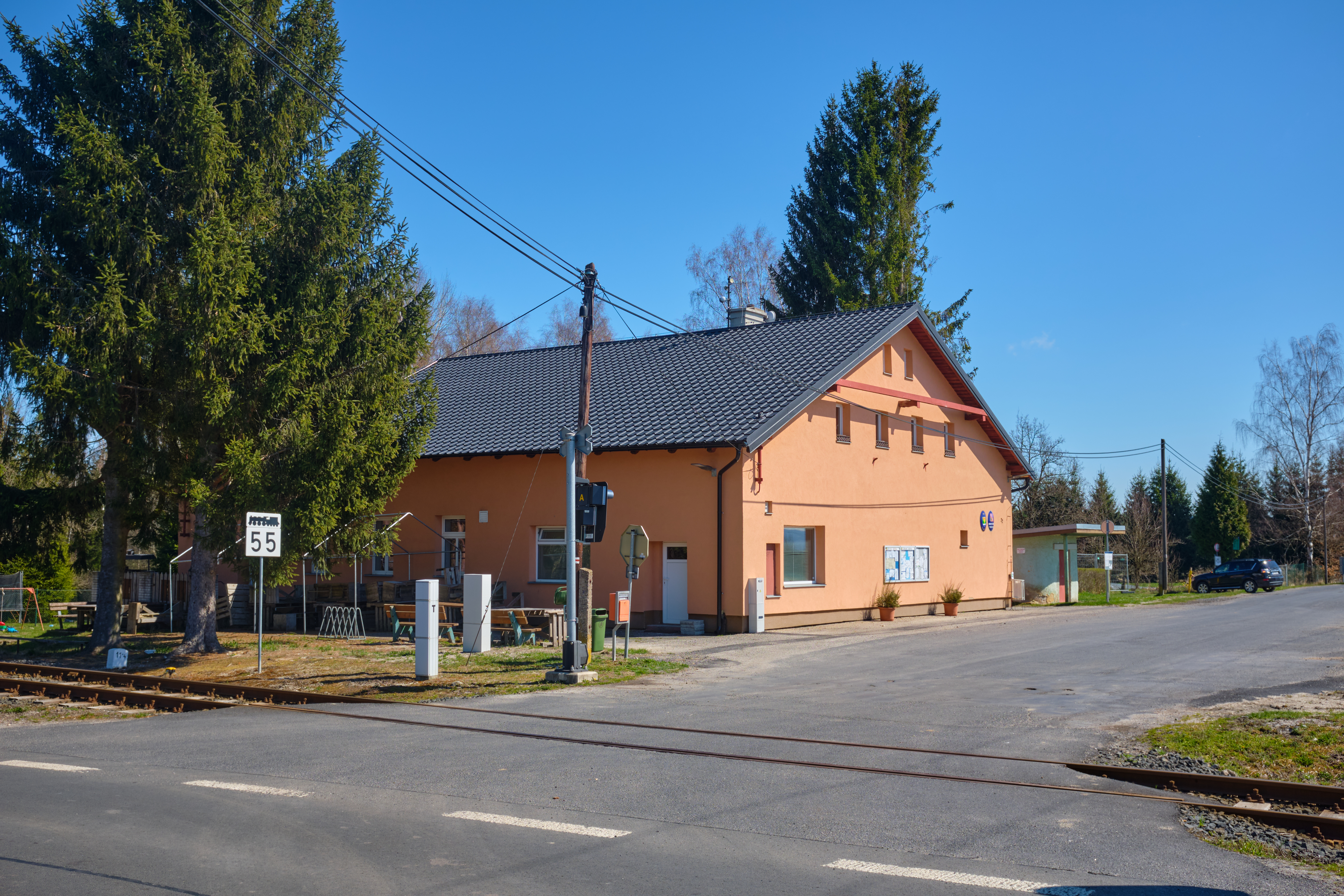
Budova obecního úřadu
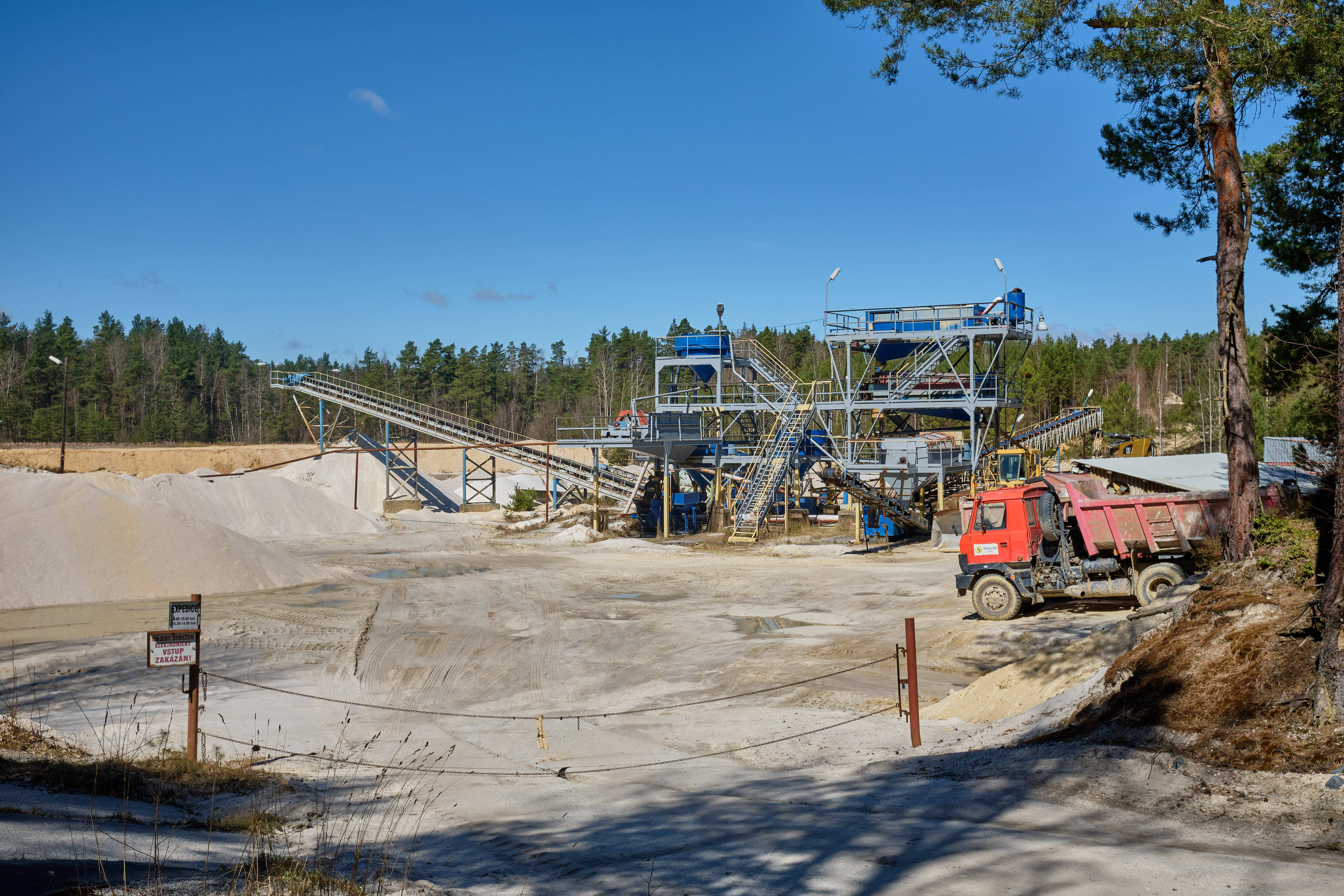
Pískovna
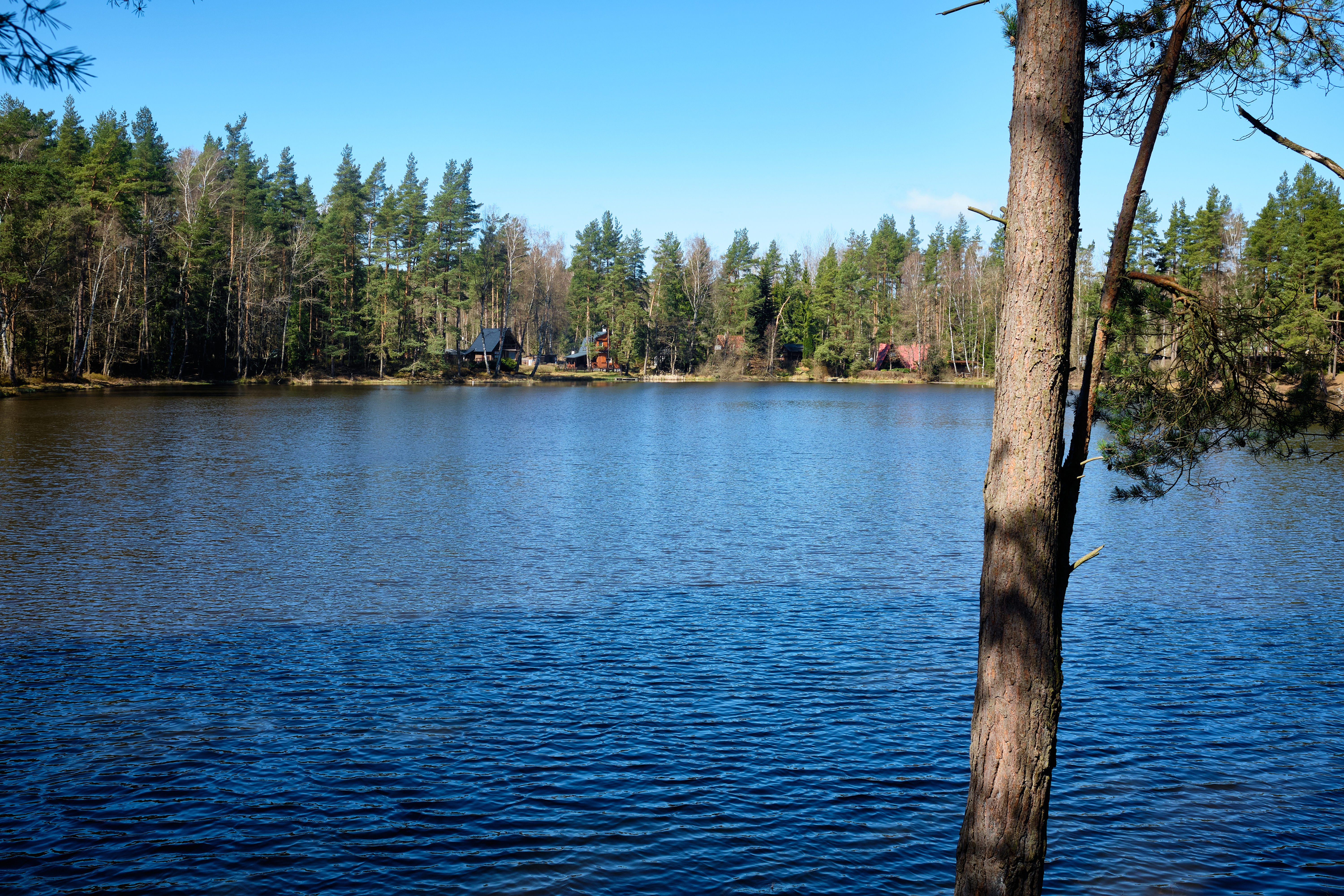
Rybník Cézar